# Quoi? L'éternité
Quoi? L'éternité è un'opera letteraria di Marguerite Yourcenar, pubblicata nel 1988, postuma e incompiuta. Il volume chiude la saga familiare raccolta nella trilogia Il labirinto del mondo, composta da Care memorie e Archivi del Nord.

## Trama
In questo volume di memorie, Michel De Crayencour, padre di Marguerite, appare amareggiato, deluso e solo essendo, da poco, rimasto vedovo della moglie Fernande. Il castello di famiglia racchiude ricordi oltremodo spiacevoli e la nuova nata, affidata alle cure della servitù, non risveglia in lui alcun interesse. Da buon eretico, quale egli ama definirsi, Michel manifesta apertamente la sua insofferenza verso il curato consolatore che è comunque molto spesso ospite alla sua tavola, ma al contempo è animato da una forte passione civile che lo induce ad operarsi per migliorare i rapporti esistenti tra il villaggio e il castello. Alterna i suoi furori familiari alla mondanità, fatta di automobili e di donne. Dilapiderà il patrimonio avuto in eredità dalla madre, Noémi, "la castellana di Mont Noir". girovagando tra Parigi, il Belgio, la Costa Azzurra e Mont Noir stesso. Gli anni compresi tra il 1905, anno di nascita di Marguerite e il 1917, si consumano gli ultimi afflati di un mondo al tramonto, in cui la borghesia rincorre la sfarzosità dell'antica nobiltà dei Castelli, e in cui grettezze e pettegolezzi si mescolano ai gesti di nobili disincantati ed idealisti, seppur cinici, come Michel.
Michel, vedovo per ben due volte, vivrà con la cugina Jeanne una lunga e tormentata passione a cui alternerà molteplici amori. E infatti i protagonisti del romanzo sono Michel, Jeanne e il marito di lei, Egon. Marguerite sembra svanire, nonostante sia anch'essa protagonista, nel rapporto vibrante tra Jeanne e Michel mentre la figura di Egon si staglia in tutta la sua contraddizione: pur amando moltissimo Jeanne, le preferisce amanti occasionali. Benché Quoi? L'éternité sia incentrato sugli anni di formazione di Marguerite, poche sono le sue tracce. Michel è il suo punto di riferimento, sia affettivo che culturale, e Marguerite lo seguirà ovunque egli vada per tutti gli anni della sua crescita.  Ella parla di sé  in terza persona e solo per raccontare alcuni avvenimento quali la scoperta della sua omosessualità, l'iniziazione sessuale che avviene ad opera di un membro della famiglia e soltanto dal capitolo "Le briciole dell'adolescenza"  parlerà di sé in prima persona, ma ai suoi ricordi dedica poche pagine e pochi episodi come quello di aver avuto una capra bianca, nel parco di Mont Noir, a cui suo padre dipinse le corna color oro fornendole un esempio vivente di animale mitologico ancor prima ch'ella sapesse cosa fosse la mitologia,
La cugina Jeanne assume via via nel romanzo sempre maggior importanza; Yourcenar la idealizza come modello femminile e lascia che questa figura l'accompagni per tutta la vita. Scrive: "c'era in me... un bisogno innato non solo di istruirmi ma di migliorare, un desiderio appassionato di essere ogni giorno un po' meglio di ieri. Quelle poche parole di Jeanne mi indicavano la strada....Sarei certamente molto diversa da quella che sono se Jeanne a distanza non mi avesse formata".
Il racconto s'interrompe: è il 1917 e la guerra sta spazzando via il mondo di cui i protagonisti fanno parte e li tocca direttamente. Egon parte per il fronte, lasciando sola Jeanne e Michel resta sospeso tra cambiamento e disillusione.  Yourcenar si ricostruisce attraverso le vite di coloro che l'hanno preceduta e formata ma é Rimbaud con il suo verso  "Cosa? l'eternità./ È il mare andato via/ Col sole" a consegnare al lettore il fragile filo per penetrare nel labirinto del mondo, denotando l'impossibilità dell'esistenza.